# Magnolia singapurensis
Magnolia singapurensis är en magnoliaväxtart som först beskrevs av Henry Nicholas Ridley, och fick sitt nu gällande namn av Hsüan Keng. Magnolia singapurensis ingår i släktet Magnolia och familjen magnoliaväxter. Inga underarter finns listade i Catalogue of Life.